# Konstantin-Rubel

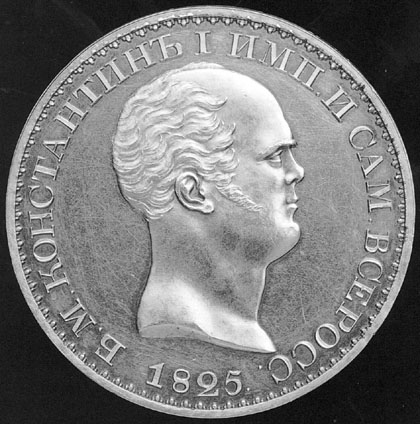
Avers des Konstantin-Rubels

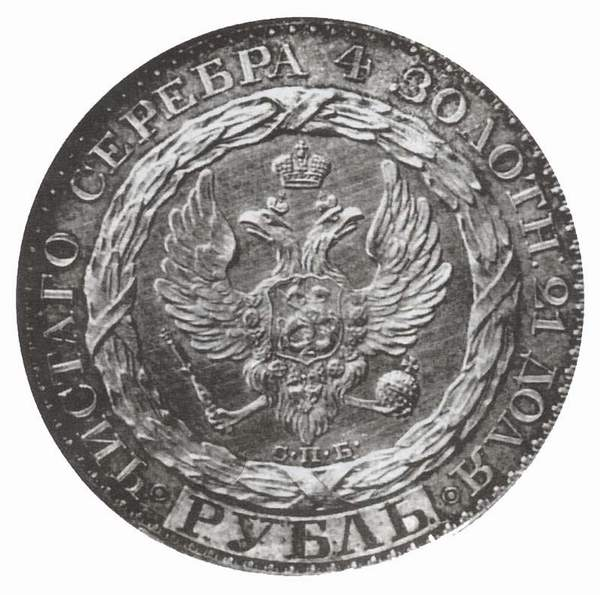
Revers des Konstantin-Rubels

Der Konstantin-Rubel (russ. Константиновский рубль) ist die seltenste russische Münze.
Der Konstantin-Rubel ist ein russischer Proberubel von 1825 mit dem Kopfbild des Großfürsten Konstantin Pawlowitsch. Der Großfürst war der älteste Bruder und eigentliche Nachfolger des Zaren Alexander I. (1801–1825). Der Rubel sollte im Petersburger Münzhof geprägt werden. Anlass war die Ausrufung von Konstantin Pawlowitsch Romanow zum Kaiser am 9. Dezember 1825, obwohl dieser bereits vorher der Nachfolge entsagt hatte und den Thron nicht bestieg. Der Thronverzicht beruhte auf einem geheimen Familienvertrag von 1819. Nachdem das bekannt geworden war, stellte man die Prägung nach den Probeabschlägen sofort ein.
Die Münzstempel schnitt der Medailleur Jakob Jakoblewitsch Reichel (1778–1856).
Es sind fünf Exemplare mit geprägtem Rand und drei mit glattem Rand bekannt. Der Rubel besteht aus Silber und wiegt 20,73 Gramm.
Je ein Exemplar der Münze befindet sich im Moskauer Historischen Museum, in der Sankt Petersburger Eremitage und im Washingtoner Smithsonian American Art Museum. Die übrigen Exemplare sind in Privatbesitz.
Im Januar 2004 in einer Auktion in New York erzielte der Rubel 603 750,- US-Dollar (einschließlich Aufgeld).